# Store Smådalshøi
De Store Smådalshøi is een berg behorende bij de gemeente Lom in de provincie Oppland in Noorwegen. De berg, gelegen in Nationaal park Jotunheimen, heeft een hoogte van 1888 meter.
De Store Smådalshøi is onderdeel van het gebergte Jotunheimen.